# Socialismo estatal
Socialismo estatal ou socialismo de Estado é, lato sensu, qualquer variedade do socialismo que baseie os seus meios de produção no Estado, seja através da propriedade ou da regulamentação estatal. Designa o socialismo real, de fato aplicado em várias nações do mundo, em contraste ao socialismo utópico.
Uma das maneiras mais tradicionais de propriedade pública se dá através da nacionalização, um dos métodos preferidos para a implementação do socialismo. O socialismo de Estado é chamado simplesmente de "socialismo", e o atributo "estatal" costuma ser adicionado apenas por socialistas que possuem uma visão distinta (como socialistas libertários) do socialismo; outros anseiam ainda mais longe na sua crítica ao socialismo de estado, negando mesmo que seja socialismo, e chamando-o de "capitalismo estatal". Estes socialistas que se opõem a qualquer tipo de controle estatal acreditam que um processo mais descentralizado colocaria os meios de produção diretamente na mão dos trabalhadores, em vez de, indiretamente, na mão de burocracias estatais - que, segundo eles, representariam uma nova elite. Já os proponentes do socialismo estatal alegam que o Estado, através das considerações práticas do processo de governo, devem desempenhar pelo menos um papel temporário na construção do socialismo.
Hoje, diversos partidos políticos da esquerda advogam uma versão mais "leve" do que consideram socialismo estatal, na forma das democracias-sociais modernas, nas quais a regulamentação é utilizada, no lugar da propriedade estatal. Estes socialistas "moderados" não advogam a queda do capitalismo, numa revolução socialista, mas apoiam a existência contínua o Estado capitalista e do seu sistema econômico - embora direcionado a propósitos mais sociais.
Na antiga Iugoslávia, por exemplo, os partidos políticos sucessores da Liga dos Comunistas na Sérvia e Montenegro, o Partido Socialista da Sérvia e o Partido Socialista de Montenegro, advogaram o progresso rumo a uma economia de livre mercado que regulasse determinados elementos da economia, embora ainda mantivesse a previdência social e contasse com forte influência nos meios de comunicação.
Alguns socialistas democráticos argumentam a favor de uma transição gradual e pacífica, do capitalismo ao socialismo (completo); desejam abolir o capitalismo, porém através da evolução, e não da revolução. Em contraste, o marxismo sustenta que uma revolução socialista é a única maneira prática de se implementar mudanças fundamentais no sistema capitalista. Os marxistas mantêm que depois de um certo período sob o socialismo, o Estado deve "minguar" (no sentido de que o poder político deve ser descentralizado e distribuído igualmente pela população), produzindo uma sociedade comunista.
Os Estados, no entanto, não "minguaram" nos chamados Estados comunistas do século XX; muitos marxistas ainda os defendem, argumentando que o período de transição não havia sido finalizado. Já outros marxistas denunciaram estes Estados como sendo stalinistas ou leninistas, e não comunistas, argumentando que a sua liderança era corrupta e havia abandonado inteiramente os preceitos marxistas. Em particular algumas escolas trotskistas do marxismo chamam estes Estados de "Estados operários degenerados", para contrastá-los com o socialismo real (ou seja, os "Estados operários"); já outras escolas trotskistas ainda os chamam de "capitalismo estatal", para enfatizar a falta de um socialismo real.
Muitos anarquistas e socialistas libertários vão ainda mais adiante, classificando até mesmo o marxismo como socialismo de Estado; utilizam-se do termo para contrastar com a sua própria forma de socialismo, que envolve a propriedade coletiva dos meios de produção sem qualquer intervenção estatal; muitos mantêm posturas semelhantes aos sociais-democratas, ao advogar a regulamentação no lugar da propriedade estatal.[carece de fontes?]